# Kirsten Cohen

Kirsten Cohen es una personaje ficticio de la serie de la FOX, The OC, protagonizada por Kelly Rowan.

## Descripción del personaje

### 1ª temporada
Kirsten Cohen es una mujer adinerada que trabaja para su padre, Caleb Nichol, en el Grupo Newport. Ella se ocupa de tener listas las casas piloto de las nuevas urbanizaciones. Sandy y Kirsten están casados, aunque antes de su matrimonio ella estuvo saliendo muy seriamente con Jimmy Cooper el cual es vecino suyo en la primera y segunda temporada. Ella tiene una hermana con la que no se lleva muy bien, igual que con su padre al que le reprocha que nunca se preocupe por ella. Además su padre se lleva mal con Sandy.
Ella es una mujer muy trabajadora, muy enamorada de su marido, que no sabe cocinar, además de alcohólica, también es una madre que se preocupa mucho por sus hijos Ryan(Adoptivo) y Seth, aunque al principio no le gustara la idea de que Ryan viniera a vivir con ellos, en un año Ryan se ha convertido para ella en un miembro más de su familia.

### 2ª temporada
Los problemas para Kirsten llegan cuando aparece la exnovia de su marido, Rebecca Bloom. Para desahogarse, empieza a beber alcohol de escondidas. 
Y el día de la muerte de su padre, Caleb, tiene un accidente a causa de que bebió mucho. Desde aquel momento, aunque les costó mucho convencerla, la llevaron a un lugar de rehabilitación.

### 3ª temporada
Kirsten va a pasar un tiempo en casa de Charlotte, una mujer que conoció en el centro de rehabilitación. Tras la recuperación de Kirsten quien crea una empresa de arreglo de citas románticas con Julie.
En esta temporada la muerte de Marisa Cooper afecta al gran elenco ya que Julie sigue robando o estafando a las personas, cuyas personas son sus seres queridos.

### 4ª temporada
Kirsten y Sandy van a México para rescatar a Seth y Ryan después de que sus hijos van a México en busca de Kevin Volchok, que cometió homicidio vehicular mediante la ejecución de Ryan de la carretera y matar a Marissa. Seth Ryan da la dirección equivocada, y sus padres aparecen para llevar los chicos a casa. Ryan y Seth todavía no están hablando de Acción de Gracias, lo que provocó Kirsten para enviarlos en un viaje a la tienda de comestibles.
Kirsten intenta reunir un socio silencioso de NewMatch en Gordon Bullit por tenderle una trampa con Julie. Bullitt casi saca cuando su hijo Spencer se presenta en una modalidad de hospedaje para recaudar fondos por la arena, pero Kaitlin Cooper le convence para invertir. Más tarde, Kirsten confronta a Julie después de las sospechas sobre el negocio y se enoja después de que ella descubre que se ha convertido en una red de prostitución, sin que ella lo supiera.
Una crisis familiar aparece una vez más cuando Frank, un contador de la Bullit trae para hacer frente a los libros NewMatch, revela que él es el padre biológico de Ryan. Al enterarse del deseo de Frank para ver Ryan, Kirsten habla de arena en por lo menos darle una oportunidad. Ella le invita a cenar a casa, pero terminó mal después de que descubrieran Frank mintió acerca de tener cáncer sólo para poder ver a su hijo.
En la noche del cuadragésimo cumpleaños de Kirsten, Kirsten descubre que está embarazada. Esto la lleva a producir un retroceso en el tiempo y recordar el aborto que tenía antes de ir a la universidad. Ella finalmente se limpia a Sandy sobre el aborto, después de haber guardado el secreto de él durante tanto tiempo.
En el final de la serie, la casa de Cohen fue destruida en un terremoto. Sandy y Kirsten regañadientes comenzar a buscar casa. Después de escuchar a sus padres que recuerdan, Seth y Ryan viajar a Berkeley para encontrar a su antigua casa, pero los actuales propietarios no estaban dispuestos a vender. Convencidos de que llevar a sus padres les ayuda, Sandy y Kirsten acompañar a su viaje a Berkeley para ayudar con el Bullit. Una vez allí, Kirsten pide a la pareja que viven allí si puede usar su baño. Ella descubre que su agua se rompió, y ella da a luz a su hija en la casa de los Cohen 'en Berkeley. Su hija se llama Sophie Rose Cohen, después de la arena y su propia madre.
En un flash-forward, Sophie Rose está demostrado que tienen un parecido sorprendente a Kirsten.
- Datos: Q379494